# VfB Lübeck/Namen und Zahlen
Dieser Artikel dient der Darstellung bedeutender Namen und wichtiger Zahlen, die in Verbindung mit der Fußballabteilung des VfB Lübeck und zum Teil auch mit seinen Vorgängervereinen stehen. Die Daten, die zu einem großen Teil in Listenform dargestellt werden, sind zum Teil im Hauptartikel verlinkt und sorgen somit für eine bessere Übersichtlichkeit im Artikel.

## Wichtige Spiele in der Vereinshistorie

### Sieg über den Spandauer SV im DFB-Pokal 1954/55
| Spandauer SV – VfB Lübeck – 1:2 n. V. (1:1, 0:0) | |
| Austragungsort                                   | Olympiastadion Berlin, Berlin, 15.000 Zuschauer |
| Aufstellung des VfB Lübeck                       | Hans Hennen – Max Hoppe, Wolfgang Schröder – Horst Raddatz, Horst Kiow, Rudolf Wlassny, Herbert Kurkowski, Herbert Denker, Adalbert Schlumberger, Hans-Jürgen Grühn, Günther Schütt. |
| Tore                                             | 0:1 Schlumberger (68.), 1:1 Abraham (74.), 1:2 Hoppe (116.) |

### Sieg im DFB-Pokal-Viertelfinale 2003/04
| TSG 1899 Hoffenheim – VfB Lübeck – 0:1 (0:0) | |
| Austragungsort                               | Dietmar-Hopp-Stadion, Hoffenheim, 3. Februar 2004, 6.800 Zuschauer |
| Aufstellung des VfB Lübeck                   | Maik Wilde, Florian Thorwart, Sven Boy, Markus Kullig, Timo Achenbach, Reiner Plaßhenrich, Martin Groth, Jan Schanda (Holger Haase), Ferydoon Zandi, Silvio Adzic (Daniel Thioune), Jens Scharping (Patrick Würll) |
| Tore                                         | 0:1 Adzic (47.) |

### DFB-Pokal-Halbfinale 2003/04 gegen Werder Bremen
| Werder Bremen – VfB Lübeck – 3:2 n. V. (1:1, 0:1) | |
| Austragungsort                                    | Weserstadion, Bremen, 16. März 2004, 38.700 Zuschauer |
| Aufstellung des VfB Lübeck                        | Maik Wilde, Florian Thorwart, Sven Boy, Markus Kullig, Jan Schanda (Patrick Würll), Martin Groth (Farai Mbidzo), Reiner Plaßhenrich, Daniel Thioune, Ferydoon Zandi, Timo Achenbach, Jens Scharping (Stefan Zinnow) |
| Tore                                              | 0:1 Krstajic (11., Eigentor), 1:1 Micoud (54.), 1:2 Zandi (94.), 2:2 Ailton (111.), 3:2 Valdez (114.) |

## Teilnahme an Aufstiegsrunden zur ersten Liga

### Aufstiegsrunde zur Gauliga Nordmark 1934
| Pl. | Team                | Sp. | S | U | N | Tore  | Pkt.  |
| --- | ------------------- | --- | - | - | - | ----- | ----- |
| 1   | SC Victoria Hamburg | 6   | 5 | 0 | 1 | 33:15 | 10:2  |
| 2   | SV Polizei Lübeck   | 6   | 4 | 1 | 1 | 23:12 | 09:30 |
| 3   | FC St. Pauli        | 6   | 4 | 0 | 2 | 17:10 | 08:40 |
| 4   | VfB Kiel            | 7   | 2 | 1 | 4 | 14:27 | 05:90 |
| 5   | Oldesloer SV        | 7   | 0 | 0 | 7 | 10:33 | 00:14 |

|  | PSV Lübeck          | – | FC St. Pauli | 2:1 |     |
|  | SC Victoria Hamburg | – | PSV Lübeck   | 6:4 |     |
|  | PSV Lübeck          | – | VfB Kiel     | 5:1 | 3:3 |
|  | PSV Lübeck          | – | Oldesloer SV | 7:0 | 2:1 |

### Aufstiegsrunde zur Oberliga 1951
| Abschlusstabelle der Aufstiegsrunde 1950/51 | Abschlusstabelle der Aufstiegsrunde 1950/51 | Abschlusstabelle der Aufstiegsrunde 1950/51 | Abschlusstabelle der Aufstiegsrunde 1950/51 | Abschlusstabelle der Aufstiegsrunde 1950/51 | Abschlusstabelle der Aufstiegsrunde 1950/51 | Abschlusstabelle der Aufstiegsrunde 1950/51 | Abschlusstabelle der Aufstiegsrunde 1950/51 |
| ------------------------------------------- | ------------------------------------------- | ------------------------------------------- | ------------------------------------------- | ------------------------------------------- | ------------------------------------------- | ------------------------------------------- | ------------------------------------------- |
| 1.                                          | SC Victoria Hamburg                         | 5                                           | 4                                           | 0                                           | 1                                           | 13:08                                       | 8:2                                         |
| 2.                                          | Lüneburger SK                               | 5                                           | 3                                           | 1                                           | 1                                           | 09:06                                       | 7:3                                         |
| 3.                                          | VfL Wolfsburg                               | 5                                           | 2                                           | 1                                           | 2                                           | 12:13                                       | 5:5                                         |
| 4.                                          | Blumenthaler SV                             | 5                                           | 2                                           | 0                                           | 3                                           | 12:12                                       | 4:6                                         |
| 5.                                          | VfB Lübeck                                  | 5                                           | 2                                           | 0                                           | 3                                           | 09:90                                       | 4:6                                         |
| 6.                                          | Kickers Emden                               | 5                                           | 0                                           | 2                                           | 3                                           | 06:13                                       | 2:8                                         |

|  | VfB Lübeck | – | Kickers Emden       | 4:2 |
|  | VfB Lübeck | – | Lüneburger SK       | 0:1 |
|  | VfB Lübeck | – | Blumenthaler SV     | 0:3 |
|  | VfB Lübeck | – | VfL Wolfsburg       | 4:1 |
|  | VfB Lübeck | – | SC Victoria Hamburg | 1:2 |

### Aufstiegsrunde zur Oberliga 1952
| Abschlusstabelle der Aufstiegsrunde 1951/52 | Abschlusstabelle der Aufstiegsrunde 1951/52 | Abschlusstabelle der Aufstiegsrunde 1951/52 | Abschlusstabelle der Aufstiegsrunde 1951/52 | Abschlusstabelle der Aufstiegsrunde 1951/52 | Abschlusstabelle der Aufstiegsrunde 1951/52 | Abschlusstabelle der Aufstiegsrunde 1951/52 | Abschlusstabelle der Aufstiegsrunde 1951/52 |
| ------------------------------------------- | ------------------------------------------- | ------------------------------------------- | ------------------------------------------- | ------------------------------------------- | ------------------------------------------- | ------------------------------------------- | ------------------------------------------- |
| 1.                                          | VfB Lübeck                                  | 5                                           | 4                                           | 0                                           | 1                                           | 14:60                                       | 8:2                                         |
| 2.                                          | Harburger TB                                | 5                                           | 3                                           | 2                                           | 0                                           | 09:60                                       | 8:2                                         |
| 3.                                          | Altonaer FC von 1893                        | 5                                           | 2                                           | 2                                           | 1                                           | 05:40                                       | 6:4                                         |
| 4.                                          | VfL Wolfsburg                               | 5                                           | 2                                           | 1                                           | 2                                           | 09:11                                       | 5:5                                         |
| 5.                                          | Blumenthaler SV                             | 5                                           | 1                                           | 0                                           | 4                                           | 10:14                                       | 2:8                                         |
| 6.                                          | VfB Oldenburg                               | 5                                           | 0                                           | 1                                           | 4                                           | 07:13                                       | 1:9                                         |

|  | VfB Lübeck | – | VfB Oldenburg   | 2:1 |
|  | VfB Lübeck | – | Harburger TB    | 1:2 |
|  | VfB Lübeck | – | Altona 93       | 2:0 |
|  | VfB Lübeck | – | Blumenthaler SV | 5:1 |
|  | VfB Lübeck | – | VfL Wolfsburg   | 4:2 |

### Aufstiegsrunde zur Oberliga 1957
| Abschlusstabelle der Aufstiegsrunde 1956/57 | Abschlusstabelle der Aufstiegsrunde 1956/57 | Abschlusstabelle der Aufstiegsrunde 1956/57 | Abschlusstabelle der Aufstiegsrunde 1956/57 | Abschlusstabelle der Aufstiegsrunde 1956/57 | Abschlusstabelle der Aufstiegsrunde 1956/57 | Abschlusstabelle der Aufstiegsrunde 1956/57 | Abschlusstabelle der Aufstiegsrunde 1956/57 |
| ------------------------------------------- | ------------------------------------------- | ------------------------------------------- | ------------------------------------------- | ------------------------------------------- | ------------------------------------------- | ------------------------------------------- | ------------------------------------------- |
| 1.                                          | VfB Lübeck                                  | 6                                           | 3                                           | 1                                           | 2                                           | 08:40                                       | 7:5                                         |
| 2.                                          | VfB Peine                                   | 6                                           | 2                                           | 2                                           | 2                                           | 07:40                                       | 6:6                                         |
| 3.                                          | SC Sperber Hamburg                          | 6                                           | 2                                           | 2                                           | 2                                           | 07:70                                       | 6:6                                         |
| 4.                                          | Union Salzgitter                            | 6                                           | 2                                           | 1                                           | 3                                           | 06:13                                       | 5:7                                         |

### Aufstiegsrunde zur Oberliga 1959
| Abschlusstabelle der Aufstiegsrunde 1958/59 | Abschlusstabelle der Aufstiegsrunde 1958/59 | Abschlusstabelle der Aufstiegsrunde 1958/59 | Abschlusstabelle der Aufstiegsrunde 1958/59 | Abschlusstabelle der Aufstiegsrunde 1958/59 | Abschlusstabelle der Aufstiegsrunde 1958/59 | Abschlusstabelle der Aufstiegsrunde 1958/59 | Abschlusstabelle der Aufstiegsrunde 1958/59 |
| ------------------------------------------- | ------------------------------------------- | ------------------------------------------- | ------------------------------------------- | ------------------------------------------- | ------------------------------------------- | ------------------------------------------- | ------------------------------------------- |
| 1.                                          | VfB Lübeck                                  | 6                                           | 4                                           | 1                                           | 1                                           | 08:40                                       | 9:3                                         |
| 2.                                          | VfB Oldenburg                               | 6                                           | 3                                           | 2                                           | 1                                           | 11:60                                       | 8:4                                         |
| 3.                                          | Blumenthaler SV                             | 6                                           | 1                                           | 2                                           | 3                                           | 04:10                                       | 4:8                                         |
| 4.                                          | Eimsbütteler TV                             | 6                                           | 1                                           | 1                                           | 4                                           | 09:12                                       | 3:9                                         |

### Aufstiegsspiel zur Oberliga 1962
| Leu Braunschweig – VfB Lübeck – 3:4 (0:3) | |
| Austragungsort                            | Lüneburg, 17. Juni 1962 |
| Tore                                      | 0:1 Schülke (18.), 0:2 Schülke (31.), 0:3 Schülke (43.), 1:3 Langemann (60.), 2:3 Zeisbrich (65.), 2:4 Schippers (80.), 3:4 Winkler (84.) |

### Aufstiegsrunde zur Bundesliga 1969
| Team #1             | Team #2             | Hinspiel | Rückspiel |
| ------------------- | ------------------- | -------- | --------- |
| SV Alsenborn        | Rot-Weiß Oberhausen | 1:4      | 1:4       |
| Hertha Zehlendorf   | Freiburger FC       | 2:3      | 0:1       |
| Rot-Weiß Oberhausen | Hertha Zehlendorf   | 1:0      | 2:3       |
| VfB Lübeck          | SV Alsenborn        | 0:3      | 2:6       |
| Freiburger FC       | Rot-Weiß Oberhausen | 3:1      | 0:0       |
| Hertha Zehlendorf   | VfB Lübeck          | 3:1      | 4:4       |
| VfB Lübeck          | Freiburger FC       | 1:2      | 1:5       |
| SV Alsenborn        | Hertha Zehlendorf   | 4:0      | 0:3       |
| Rot-Weiß Oberhausen | VfB Lübeck          | 1:0      | 4:1       |
| Freiburger FC       | SV Alsenborn        | 2:3      | 0:2       |

| Abschlusstabelle der Aufstiegsrunde 1968/69 | Abschlusstabelle der Aufstiegsrunde 1968/69 | Abschlusstabelle der Aufstiegsrunde 1968/69 | Abschlusstabelle der Aufstiegsrunde 1968/69 | Abschlusstabelle der Aufstiegsrunde 1968/69 | Abschlusstabelle der Aufstiegsrunde 1968/69 | Abschlusstabelle der Aufstiegsrunde 1968/69 | Abschlusstabelle der Aufstiegsrunde 1968/69 |
| ------------------------------------------- | ------------------------------------------- | ------------------------------------------- | ------------------------------------------- | ------------------------------------------- | ------------------------------------------- | ------------------------------------------- | ------------------------------------------- |
| 1.                                          | Rot-Weiß Oberhausen                         | 8                                           | 5                                           | 1                                           | 2                                           | 17:09                                       | 11:05                                       |
| 2.                                          | Freiburger FC                               | 8                                           | 5                                           | 1                                           | 2                                           | 16:10                                       | 11:05                                       |
| 3.                                          | SV Alsenborn                                | 8                                           | 5                                           | 0                                           | 3                                           | 20:15                                       | 10:06                                       |
| 4.                                          | Hertha Zehlendorf                           | 8                                           | 3                                           | 1                                           | 4                                           | 15:16                                       | 07:09                                       |
| 5.                                          | VfB Lübeck                                  | 8                                           | 0                                           | 1                                           | 7                                           | 10:28                                       | 01:15                                       |

## Statistiken der Ligaspiele

### Oberliga Nord (1947–1963)
- Höchster Heimsieg: 8:3 gegen Werder Bremen 1957/58
- Höchster Auswärtssieg: 4:1 gegen TV Eimsbüttel 1949/50
- Höchste Heimniederlage: 1:6 gegen SV Arminia Hannover 1962/63
- Höchste Auswärtsniederlage: Mehrere 0:6-Niederlagen, u. a. gegen Werder Bremen 1949/50
- Ewige Tabelle: Platz 16 mit 202:306 Punkten

### Verbandsliga Schleswig-Holstein
- Höchster Heimsieg: 10:1 gegen TSV Büsum 1991/92
- Höchster Auswärtssieg: 9:2 bei Eutin 08 1988/89
- Höchste Heimniederlage: 1:4 gegen den Itzehoer SV 1984/85
- Höchste Auswärtsniederlage: 1:5 beim Heider SV 1950/51
- Ewige Tabelle: Platz 9 mit 1261 Punkten (380 Siege, 121 Unentschieden, 97 Niederlagen, 1439:603 Toren)

### 2. Fußball-Bundesliga
- Höchster Heimsieg: 6:0 gegen FC St. Pauli 2002/03
- Höchster Auswärtssieg: 4:0 gegen SSV Jahn Regensburg 2003/04
- Höchste Heimniederlage: 0:3 gegen Jahn Regensburg 2003/04
- Höchste Auswärtsniederlage: 7:0 gegen den 1. FC Kaiserslautern 1996/97
- Ewige Tabelle: Platz 72[4] mit 163 Punkten

## Jugendmeisterschaften mit VfB-Beteiligung
| Datum         | Wettbewerb         | Runde         | Spieltag  | Paarung                          | Ergebnis | Sieger |
| ------------- | ------------------ | ------------- | --------- | -------------------------------- | -------- | ------ |
| 1. Juni 1974  | 1974/75 (A-Jugend) | Achtelfinale  | Hinspiel  | VfB Lübeck: FC Schalke 04        | 1:3      |        |
| 8. Juni 1974  | 1974/75 (A-Jugend) | Achtelfinale  | Rückspiel | FC Schalke 04: VfB Lübeck        | 6:0      |        |
| 13. Juni 1975 | 1975/76 (A-Jugend) | Achtelfinale  | Hinspiel  | SV Werder Bremen: VfB Lübeck     | 0:0      |        |
| 20. Juni 1975 | 1975/76 (A-Jugend) | Achtelfinale  | Rückspiel | VfB Lübeck: SV Werder Bremen     | 1:2      |        |
| 4. Juni 1977  | 1977/78 (A-Jugend) | Achtelfinale  | Hinspiel  | Eintracht Frankfurt: VfB Lübeck  | 2:0      |        |
| 11. Juni 1977 | 1977/78 (A-Jugend) | Achtelfinale  | Rückspiel | VfB Lübeck: Eintracht Frankfurt  | 2:4      |        |
| 14. Juni 1980 | 1980/81 (A-Jugend) | Achtelfinale  | Hinspiel  | VfB Stuttgart: VfB Lübeck        | 7:0      |        |
| 21. Juni 1980 | 1980/81 (A-Jugend) | Achtelfinale  | Rückspiel | VfB Lübeck: VfB Stuttgart        | 0:4      |        |
| 6. Juni 1981  | 1981/82 (A-Jugend) | Achtelfinale  | Hinspiel  | Werder Bremen: VfB Lübeck        | 3:1      |        |
| 13. Juni 1981 | 1981/82 (A-Jugend) | Achtelfinale  | Rückspiel | VfB Lübeck: Werder Bremen        | 1:1      |        |
| 5. Juni 1982  | 1982/83 (A-Jugend) | Achtelfinale  | Hinspiel  | TuS Mayen: VfB Lübeck            | 2:2      |        |
| 12. Juni 1982 | 1982/83 (A-Jugend) | Achtelfinale  | Rückspiel | VfB Lübeck: TuS Mayen            | 2:1      |        |
| 19. Juni 1982 | 1982/83 (A-Jugend) | Viertelfinale | Hinspiel  | VfB Lübeck: 1. FC Kaiserslautern | 1:3      |        |
| 26. Juni 1982 | 1982/83 (A-Jugend) | Viertelfinale | Rückspiel | 1. FC Kaiserslautern: VfB Lübeck | 9:0      |        |
| 16. Juni 1978 | 1978/79 (B-Jugend) | Achtelfinale  | Hinspiel  | VfB Lübeck: Blau-Weiß 90 Berlin  | 0:4      |        |
| 23. Juni 1978 | 1978/79 (B-Jugend) | Achtelfinale  | Rückspiel | Blau-Weiß 90 Berlin: VfB Lübeck  | 1:1      |        |
| 16. Juni 1983 | 1983/84 (B-Jugend) | Achtelfinale  | Hinspiel  | VfB Lübeck: Borussia Dortmund    | 1:3      |        |
| 22. Juni 1983 | 1983/84 (B-Jugend) | Achtelfinale  | Rückspiel | Borussia Dortmund: VfB Lübeck    | 4:2      |        |

## Saisonbilanzen des VfB Lübeck II
| Spielzeit | Liga                            | Ligaebene | Platzierung | Punktzahl | Tore  | Anmerkungen                         |
| 2001/02   | Verbandsliga Schleswig-Holstein | 5         | 11. Platz   | 34        | 34:30 |                                     |
| 2002/03   | Verbandsliga Schleswig-Holstein | 5         | 3. Platz    | 57        | 58:23 |                                     |
| 2003/04   | Verbandsliga Schleswig-Holstein | 5         | 1. Platz    | 72        | 98:40 | Erstmaliger Aufstieg in die 4. Liga |
| 2004/05   | Oberliga Nord                   | 4         | 17. Platz   | 20        | 35:85 |                                     |
| 2005/06   | Verbandsliga Schleswig-Holstein | 5         | 7. Platz    | 47        | 53:45 |                                     |
| 2006/07   | Verbandsliga Schleswig-Holstein | 5         | 3. Platz    | 80        | 86:34 |                                     |
| 2007/08   | Oberliga Nord                   | 4         | 17. Platz   | 20        | 35:93 | Ligareform und Abstieg              |
| 2008/09   | Schleswig-Holstein-Liga         | 5         | 7. Platz    | 50        | 64:50 |                                     |
| 2009/10   | Schleswig-Holstein-Liga         | 5         | 6. Platz    | 56        | 80:43 |                                     |
| 2010/11   | Schleswig-Holstein-Liga         | 5         | 4. Platz    | 59        | 75:55 |                                     |
| 2011/12   | Schleswig-Holstein-Liga         | 5         | 5. Platz    | 54        | 80:63 |                                     |
| --------- | ------------------------------- | --------- | ----------- | --------- | ----- | ----------------------------------- |

## Rivalitäten

### Spiele gegen den 1. FC Phönix Lübeck
| Datum             | Wettbewerb                        | Spieltag/Runde | Paarung                          | Ergebnis | Sieger |
| ----------------- | --------------------------------- | -------------- | -------------------------------- | -------- | ------ |
| 7. April 1946     | A-Klasse Lübeck                   |                | VfB Lübeck: LBV Phönix           | 3:1      |        |
| Saison 1950/51    | Landesliga Schleswig-Holstein     | 2. Spieltag    | VfB Lübeck: LBV Phönix           | 2:1      |        |
| Saison 1950/51    | Landesliga Schleswig-Holstein     | 13. Spieltag   | LBV Phönix: VfB Lübeck           | 3:4      |        |
| Saison 1951/52    | Landesliga Schleswig-Holstein     | 3. Spieltag    | VfB Lübeck: LBV Phönix           | 1:2      |        |
| Saison 1951/52    | Landesliga Schleswig-Holstein     | 18. Spieltag   | LBV Phönix: VfB Lübeck           | 0:3      |        |
| Saison 1954/55    | 1. Amateurliga Schleswig-Holstein | 1. Spieltag    | LBV Phönix: VfB Lübeck           | 1:2      |        |
| Saison 1954/55    | 1. Amateurliga Schleswig-Holstein | 18. Spieltag   | VfB Lübeck: LBV Phönix           | 1:0      |        |
| Saison 1955/56    | 1. Amateurliga Schleswig-Holstein | 9. Spieltag    | VfB Lübeck: LBV Phönix           | 2:1      |        |
| Saison 1955/56    | 1. Amateurliga Schleswig-Holstein | 26. Spieltag   | LBV Phönix: VfB Lübeck           | 1:1      |        |
| Saison 1956/57    | 1. Amateurliga Schleswig-Holstein | 15. Spieltag   | LBV Phönix: VfB Lübeck           | 0:0      |        |
| Saison 1956/57    | 1. Amateurliga Schleswig-Holstein | 30. Spieltag   | VfB Lübeck: LBV Phönix           | 1:0      |        |
| 8. September 1957 | Fußball-Oberliga Nord             | 5. Spieltag    | VfB Lübeck: LBV Phönix           | 1:0      |        |
| 12. Januar 1958   | Fußball-Oberliga Nord             | 20. Spieltag   | LBV Phönix: VfB Lübeck           | 1:1      |        |
| 25. Oktober 1959  | Fußball-Oberliga Nord             | 10. Spieltag   | VfB Lübeck: LBV Phönix           | 1:0      |        |
| 14. Februar 1960  | Fußball-Oberliga Nord             | 22. Spieltag   | LBV Phönix: VfB Lübeck           | 0:2      |        |
| Saison 1961/62    | 1. Amateurliga Schleswig-Holstein | 1. Spieltag    | VfB Lübeck: LBV Phönix           | 3:1      |        |
| Saison 1961/62    | 1. Amateurliga Schleswig-Holstein | 16. Spieltag   | LBV Phönix: VfB Lübeck           | 4:2      |        |
| Saison 1967/68    | Fußball-Regionalliga Nord         | 2. Spieltag    | LBV Phönix: VfB Lübeck           | 1:1      |        |
| Saison 1967/68    | Fußball-Regionalliga Nord         | 19. Spieltag   | VfB Lübeck: LBV Phönix           | 0:0      |        |
| Saison 1968/69    | Fußball-Regionalliga Nord         | 14. Spieltag   | VfB Lübeck: LBV Phönix           | 2:1      |        |
| Saison 1968/69    | Fußball-Regionalliga Nord         | 31. Spieltag   | LBV Phönix: VfB Lübeck           | 0:0      |        |
| Saison 1969/70    | Fußball-Regionalliga Nord         | 8. Spieltag    | LBV Phönix: VfB Lübeck           | 0:2      |        |
| Saison 1969/70    | Fußball-Regionalliga Nord         | 25. Spieltag   | VfB Lübeck: LBV Phönix           | 1:1      |        |
| Saison 1970/71    | Fußball-Regionalliga Nord         | 10. Spieltag   | LBV Phönix: VfB Lübeck           | 0:0      |        |
| Saison 1970/71    | Fußball-Regionalliga Nord         | 27. Spieltag   | VfB Lübeck: LBV Phönix           | 4:0      |        |
| Saison 1971/72    | Fußball-Regionalliga Nord         | 9. Spieltag    | LBV Phönix: VfB Lübeck           | 0:0      |        |
| Saison 1971/72    | Fußball-Regionalliga Nord         | 26. Spieltag   | VfB Lübeck: LBV Phönix           | 1:0      |        |
| Saison 1972/73    | Fußball-Regionalliga Nord         | 11. Spieltag   | LBV Phönix: VfB Lübeck           | 2:1      |        |
| Saison 1972/73    | Fußball-Regionalliga Nord         | 28. Spieltag   | VfB Lübeck: LBV Phönix           | 1:0      |        |
| Saison 1973/74    | Fußball-Regionalliga Nord         | 12. Spieltag   | LBV Phönix: VfB Lübeck           | 0:0      |        |
| Saison 1973/74    | Fußball-Regionalliga Nord         | 31. Spieltag   | VfB Lübeck: LBV Phönix           | 1:0      |        |
| Saison 1975/76    | Landesliga Schleswig-Holstein     | 8. Spieltag    | 1. FC Phönix Lübeck: VfB Lübeck  | 0:1      |        |
| Saison 1975/76    | Landesliga Schleswig-Holstein     | 23. Spieltag   | VfB Lübeck: 1. FC Phönix Lübeck  | 3:1      |        |
| Saison 1976/77    | Landesliga Schleswig-Holstein     | 5. Spieltag    | VfB Lübeck: 1. FC Phönix Lübeck  | 2:1      |        |
| Saison 1976/77    | Landesliga Schleswig-Holstein     | 20. Spieltag   | 1. FC Phönix Lübeck: VfB Lübeck  | 1:0      |        |
| Saison 1983/84    | Verbandsliga Schleswig-Holstein   | 8. Spieltag    | 1. FC Phönix Lübeck: VfB Lübeck  | 0:0      |        |
| Saison 1983/84    | Verbandsliga Schleswig-Holstein   | 23. Spieltag   | VfB Lübeck: 1. FC Phönix Lübeck  | 2:0      |        |
| Saison 1984/85    | Verbandsliga Schleswig-Holstein   | 8. Spieltag    | VfB Lübeck: 1. FC Phönix Lübeck  | 4:4      |        |
| Saison 1984/85    | Verbandsliga Schleswig-Holstein   | 23. Spieltag   | 1. FC Phönix Lübeck: VfB Lübeck  | 1:2      |        |
| Saison 1985/86    | Verbandsliga Schleswig-Holstein   | 8. Spieltag    | VfB Lübeck: 1. FC Phönix Lübeck  | 0:1      |        |
| Saison 1985/86    | Verbandsliga Schleswig-Holstein   | 23. Spieltag   | 1. FC Phönix Lübeck: VfB Lübeck  | 1:0      |        |
| Saison 1986/87    | Verbandsliga Schleswig-Holstein   | 13. Spieltag   | VfB Lübeck: 1. FC Phönix Lübeck  | 2:3      |        |
| Saison 1986/87    | Verbandsliga Schleswig-Holstein   | 28. Spieltag   | 1. FC Phönix Lübeck: VfB Lübeck  | 1:4      |        |
| Saison 1987/88    | Verbandsliga Schleswig-Holstein   | 1. Spieltag    | VfB Lübeck: 1. FC Phönix Lübeck  | 7:5      |        |
| Saison 1987/88    | Verbandsliga Schleswig-Holstein   | 16. Spieltag   | 1. FC Phönix Lübeck: VfB Lübeck  | 1:1      |        |
| Saison 1988/89    | Verbandsliga Schleswig-Holstein   | 3. Spieltag    | VfB Lübeck: 1. FC Phönix Lübeck  | 5:0      |        |
| Saison 1988/89    | Verbandsliga Schleswig-Holstein   | 18. Spieltag   | 1. FC Phönix Lübeck: VfB Lübeck  | 0:5      |        |
| Saison 2021/22    | Fußball-Regionalliga Nord         | 9. Spieltag    | VfB Lübeck : 1. FC Phönix Lübeck | 2:2      |        |

### Spiele gegen den FC St. Pauli
| Datum             | Wettbewerb                | Spieltag/Runde | Paarung                  | Ergebnis  | Sieger |
| ----------------- | ------------------------- | -------------- | ------------------------ | --------- | ------ |
| 7. Dezember 1947  | Fußball-Oberliga Nord     | 10. Spieltag   | FC St. Pauli: VfB Lübeck | 3:1       |        |
| 29. Februar 1948  | Fußball-Oberliga Nord     | 19. Spieltag   | VfB Lübeck: FC St. Pauli | 2:4       |        |
| 17. Oktober 1948  | Fußball-Oberliga Nord     | 8. Spieltag    | VfB Lübeck: FC St. Pauli | 1:0       |        |
| 30. Januar 1949   | Fußball-Oberliga Nord     | 15. Spieltag   | FC St. Pauli: VfB Lübeck | 3:0       |        |
| 4. September 1949 | Fußball-Oberliga Nord     | 1. Spieltag    | VfB Lübeck: FC St. Pauli | 0:1       |        |
| 7. Mai 1950       | Fußball-Oberliga Nord     | 29. Spieltag   | FC St. Pauli: VfB Lübeck | 2:2       |        |
| 31. August 1952   | Fußball-Oberliga Nord     | 2. Spieltag    | FC St. Pauli: VfB Lübeck | 6:2       |        |
| 4. Januar 1953    | Fußball-Oberliga Nord     | 17. Spieltag   | VfB Lübeck: FC St. Pauli | 1:0       |        |
| 18. Oktober 1953  | Fußball-Oberliga Nord     | 9. Spieltag    | FC St. Pauli: VfB Lübeck | 1:1       |        |
| 24. Januar 1954   | Fußball-Oberliga Nord     | 21. Spieltag   | VfB Lübeck: FC St. Pauli | 1:1       |        |
| 25. August 1957   | Fußball-Oberliga Nord     | 3. Spieltag    | FC St. Pauli: VfB Lübeck | 0:0       |        |
| 16. März 1958     | Fußball-Oberliga Nord     | 28. Spieltag   | VfB Lübeck: FC St. Pauli | 0:0       |        |
| 16. August 1959   | Fußball-Oberliga Nord     | 1. Spieltag    | FC St. Pauli: VfB Lübeck | 2:1       |        |
| 7. Februar 1960   | Fußball-Oberliga Nord     | 21. Spieltag   | VfB Lübeck: FC St. Pauli | 1:1       |        |
| 28. August 1960   | Fußball-Oberliga Nord     | 3. Spieltag    | VfB Lübeck: FC St. Pauli | 0:2       |        |
| 3. April 1961     | Fußball-Oberliga Nord     | 29. Spieltag   | FC St. Pauli: VfB Lübeck | 4:3       |        |
| 2. Dezember 1961  | Fußball-Oberliga Nord     | 15. Spieltag   | FC St. Pauli: VfB Lübeck | 5:1       |        |
| 8. April 1963     | Fußball-Oberliga Nord     | 22. Spieltag   | VfB Lübeck: FC St. Pauli | 2:1       |        |
| Saison 1963/64    | Fußball-Regionalliga Nord | 21. Spieltag   | FC St. Pauli: VfB Lübeck | 4:0       |        |
| Saison 1963/64    | Fußball-Regionalliga Nord | 4. Spieltag    | VfB Lübeck: FC St. Pauli | 2:2       |        |
| Saison 1964/65    | Fußball-Regionalliga Nord | 5. Spieltag    | VfB Lübeck: FC St. Pauli | 1:4       |        |
| Saison 1964/65    | Fußball-Regionalliga Nord | 23. Spieltag   | FC St. Pauli: VfB Lübeck | 0:2       |        |
| Saison 1965/66    | Fußball-Regionalliga Nord | 13. Spieltag   | FC St. Pauli: VfB Lübeck | 4:2       |        |
| Saison 1965/66    | Fußball-Regionalliga Nord | 30. Spieltag   | VfB Lübeck: FC St. Pauli | 1:1       |        |
| Saison 1966/67    | Fußball-Regionalliga Nord | 2. Spieltag    | VfB Lübeck: FC St. Pauli | 0:2       |        |
| Saison 1966/67    | Fußball-Regionalliga Nord | 19. Spieltag   | FC St. Pauli: VfB Lübeck | 2:3       |        |
| Saison 1967/68    | Fußball-Regionalliga Nord | 3. Spieltag    | VfB Lübeck: FC St. Pauli | 0:3       |        |
| Saison 1967/68    | Fußball-Regionalliga Nord | 20. Spieltag   | FC St. Pauli: VfB Lübeck | 2:2       |        |
| Saison 1968/69    | Fußball-Regionalliga Nord | 7. Spieltag    | FC St. Pauli: VfB Lübeck | 3:2       |        |
| Saison 1968/69    | Fußball-Regionalliga Nord | 24. Spieltag   | VfB Lübeck: FC St. Pauli | 3:1       |        |
| Saison 1969/70    | Fußball-Regionalliga Nord | 4. Spieltag    | FC St. Pauli: VfB Lübeck | 4:2       |        |
| Saison 1969/70    | Fußball-Regionalliga Nord | 21. Spieltag   | VfB Lübeck: FC St. Pauli | 1:0       |        |
| Saison 1970/71    | Fußball-Regionalliga Nord | 7. Spieltag    | VfB Lübeck: FC St. Pauli | 1:1       |        |
| Saison 1970/71    | Fußball-Regionalliga Nord | 24. Spieltag   | FC St. Pauli: VfB Lübeck | 1:3       |        |
| Saison 1971/72    | Fußball-Regionalliga Nord | 12. Spieltag   | VfB Lübeck: FC St. Pauli | 2:2       |        |
| Saison 1971/72    | Fußball-Regionalliga Nord | 29. Spieltag   | FC St. Pauli: VfB Lübeck | 3:2       |        |
| Saison 1972/73    | Fußball-Regionalliga Nord | 12. Spieltag   | VfB Lübeck: FC St. Pauli | 1:4       |        |
| Saison 1972/73    | Fußball-Regionalliga Nord | 29. Spieltag   | FC St. Pauli: VfB Lübeck | 0:3       |        |
| Saison 1973/74    | Fußball-Regionalliga Nord | 11. Spieltag   | VfB Lübeck: FC St. Pauli | 2:4       |        |
| Saison 1973/74    | Fußball-Regionalliga Nord | 30. Spieltag   | FC St. Pauli: VfB Lübeck | 2:1       |        |
| Saison 1979/80    | Fußball-Oberliga Nord     |                | FC St. Pauli: VfB Lübeck | 2:0       |        |
| Saison 1979/80    | Fußball-Oberliga Nord     |                | VfB Lübeck: FC St. Pauli | 0:0       |        |
| Saison 1980/81    | Fußball-Oberliga Nord     |                | FC St. Pauli: VfB Lübeck | 2:0       |        |
| Saison 1980/81    | Fußball-Oberliga Nord     |                | VfB Lübeck: FC St. Pauli | 3:3       |        |
| Saison 1981/82    | Fußball-Oberliga Nord     |                | FC St. Pauli: VfB Lübeck | 6:1       |        |
| Saison 1981/82    | Fußball-Oberliga Nord     |                | VfB Lübeck: FC St. Pauli | 1:0       |        |
| Saison 1982/83    | Fußball-Oberliga Nord     |                | FC St. Pauli: VfB Lübeck | 6:1       |        |
| Saison 1982/83    | Fußball-Oberliga Nord     |                | VfB Lübeck: FC St. Pauli | 1:3       |        |
| 23. August 2002   | 2. Fußball-Bundesliga     | 3. Spieltag    | VfB Lübeck: FC St. Pauli | 6:0       |        |
| 9. Februar 2003   | 2. Fußball-Bundesliga     | 20. Spieltag   | FC St. Pauli: VfB Lübeck | 2:0       |        |
| 28. Oktober 2003  | DFB-Pokal                 | 2. Hauptrunde  | FC St. Pauli: VfB Lübeck | 2:3       |        |
| 9. Oktober 2004   | Fußball-Regionalliga Nord | 12. Spieltag   | VfB Lübeck: FC St. Pauli | 2:0       |        |
| 15. April 2005    | Fußball-Regionalliga Nord | 31. Spieltag   | FC St. Pauli: VfB Lübeck | 1:1       |        |
| 13. August 2005   | Fußball-Regionalliga Nord | 4. Spieltag    | FC St. Pauli: VfB Lübeck | 1:1       |        |
| 21. März 2006     | Fußball-Regionalliga Nord | 23. Spieltag   | VfB Lübeck: FC St. Pauli | 2:1       |        |
| 12. August 2006   | Fußball-Regionalliga Nord | 3. Spieltag    | VfB Lübeck: FC St. Pauli | 1:0       |        |
| 17. Februar 2007  | Fußball-Regionalliga Nord | 22. Spieltag   | FC St. Pauli: VfB Lübeck | 2:0       |        |
| 19. August 2016   | DFB-Pokal                 | 1. Hauptrunde  | VfB Lübeck: FC St. Pauli | 0:3       |        |
| 11. August 2019   | DFB-Pokal                 | 1. Hauptrunde  | VfB Lübeck: FC St. Pauli | 3:4 n. E. |        |

## Vorsitzende
Der VfB Lübeck hatte seit 1945 zehn Präsidenten. Seit 2010 führt ein drei- bis fünfköpfiger Vorstand den Verein. Dieser wird vom Aufsichtsrat bestellt und entlassen.
| Zeitraum  | Name              |
| --------- | ----------------- |
| 1945–1947 | Friedrich Grabner |
| 1947–1951 | Karl Studier      |
| 1951–1952 | Dr. Schulz        |
| 1952–1954 | Johann Strobl     |
| 1954–1972 | Dietrich Fingerle |
| 1972–1973 | Willi Wegner      |
| 1973–1982 | Otto Görgens      |
| 1982–1984 | Axel Wirth        |
| 1984–1992 | Dietmar Scholze   |
| 1992–2010 | Wolfgang Piest    |

| Zeitraum  | Name                        |
| --------- | --------------------------- |
| 2010–2013 | Holger Leu (Sprecher)       |
| 2013–2021 | Thomas Schikorra (Sprecher) |
| 2022–     | Christian Schlichting       |

| Zeitraum  | Name            |
| --------- | --------------- |
| 2010–2012 | Wolfgang Piest  |
| 2012–2019 | Dietmar Scholze |
| 2019–2021 | Oliver Bruss    |
| 2021–     | Thomas Rehder   |

## Liste der Trainer des VfB Lübeck
Die Liste der Trainer des VfB Lübeck nennt alle Trainer, die seit 1945 die Verantwortung für die 1. Herrenmannschaft des VfB Lübeck trugen. Neben dem Zeitraum, in dem der Trainer für den VfB tätig war, werden die Anzahl der Spiele, Siege, Unentschieden, Niederlagen, Tore, Gegentore, Punkte (umgerechnet in die drei-Punkte-Regel) und die Punkte pro Spiel angegeben, die unter dem Trainer erzielt bzw. ausgetragen wurden; die Daten beziehen sich dabei ausschließlich auf Ligaspiele und schließen somit Freundschafts-, Pokal- oder Aufstiegsspiele aus. Sofern Daten unbekannt sind, ist das entsprechende Feld nicht ausgefüllt. Die Abkürzungen in der Kopfzeile haben folgende Bedeutungen:
- A (Amtszeit): Gibt an, zum wievielten Male ein Trainer den Verein über einen zusammenhängenden Zeitraum trainiert hat.
- S (Siege), U (Unentschieden), N (Niederlagen): Gibt jeweils an, wie viele in der Liga bestrittene Pflichtspiele unter diesem Trainer gewonnen oder verloren wurden, bzw. unentschieden ausgingen.
- GT (Gegentore): Gibt an, wie viele Gegentore unter dem Trainer in den erfassten Spielen erzielt wurden.
- PpS (Punkte pro Spiel): Gibt an, wie viele Punkte pro erfasstem Spiel unter einem Trainer durchschnittlich gewonnen wurden. Dazu wird die Anzahl der nach der Drei-Punkte-Regel errechneten Punkte durch die Anzahl der absolvierten Spiele geteilt und der Quotient auf zwei Nachkommastellen gerundet.

Die Liste ist chronologisch geordnet. Sie lässt sich außerdem nach dem Nachnamen des Trainers sortieren.
| Trainer               | A | von                | bis                | Spiele | S  | U  | N  | Tore | GT  | Punkte | PpS  |
| --------------------- | - | ------------------ | ------------------ | ------ | -- | -- | -- | ---- | --- | ------ | ---- |
| Carl Wolter           | 1 | 1. Oktober 1945    | 30. Juni 1947      | 18     | 15 | 3  | 0  | 83   | 16  | 48     | 2,67 |
| Baier                 | 1 | 1947               | 1948               |        |    |    |    |      |     |        |      |
| Prätorius             | 1 | 15. Februar 1948   | 1948               | 6      | 2  | 2  | 2  | 9    | 10  | 8      | 1,33 |
| Otto Höxtermann       | 1 | August 1948        | August 1949        | 22     | 8  | 4  | 10 | 35   | 44  | 28     | 1,27 |
| Adolf Scheurer        | 1 | August 1949        | Dezember 1949      | 9      | 2  | 1  | 6  | 9    | 22  | 7      | 0,78 |
| Scholz                | 1 | Dezember 1949      | Januar 1950        |        |    |    |    |      |     |        |      |
| Otto Höxtermann       | 2 | Januar 1950        | Januar 1950        |        |    |    |    |      |     |        |      |
| Erwin Helmchen        | 1 | 17. Februar 1950   | 30. Juni 1952      | 64     | 43 | 9  | 12 | 163  | 73  | 138    | 2,16 |
| Friedo Dörfel         | 1 | 1. Juli 1952       | 30. Juni 1954      | 60     | 16 | 19 | 25 | 79   | 122 | 67     | 1,12 |
| Robert Geiger         | 1 | 1. Juli 1954       | 26. Juli 1954      | 0      | 0  | 0  | 0  | 0    | 0   | 0      | 0,00 |
| Herbert Panse         | 1 | 27. Juli 1954      | 14. Mai 1956       | 66     | 46 | 10 | 10 | 161  | 66  | 148    | 1,51 |
| Alwin Meyer           | 1 | 15. Mai 1956       | 31. Dezember 1956  | 22     | 15 | 5  | 2  | 48   | 16  | 50     | 2,27 |
| Horst Kiow            | 1 | 1. Januar 1957     | 30. Juni 1958      | 38     | 14 | 10 | 14 | 54   | 59  | 52     | 1,37 |
| Karl Vetter           | 1 | 1. Juli 1958       | 14. September 1958 | 7      | 3  | 2  | 2  | 20   | 9   | 11     | 1,57 |
| Carl Wolter           | 2 | 15. September 1958 | 29. März 1959      | 23     | 14 | 4  | 5  | 51   | 28  | 46     | 2,00 |
| Paul Vollmer          | 1 | 30. März 1959      | 30. April 1960     | 30     | 9  | 7  | 14 | 40   | 53  | 34     | 1,13 |
| Heinz Spundflasche    | 1 | 1. Mai 1960        | 9. Januar 1964     | 108    | 39 | 21 | 48 | 182  | 194 | 139    | 1,29 |
| Albert Felgenhauer    | 1 | 10. Januar 1964    | 14. Februar 1964   | 3      | 0  | 1  | 2  | 4    | 7   | 1      | 0,33 |
| Heinz Lucas           | 1 | 15. Februar 1964   | 30. Juni 1968      | 141    | 51 | 36 | 54 | 189  | 194 | 202    | 1,34 |
| Kurt Krause           | 1 | 1. Juli 1968       | 30. Juni 1972      | 132    | 63 | 35 | 34 | 220  | 166 | 224    | 1,70 |
| Walter Maahs          | 1 | 1. Juli 1972       | 30. Juni 1973      | 34     | 15 | 10 | 9  | 48   | 42  | 55     | 1,62 |
| Walter Andresen       | 1 | 1. Juli 1973       | 31. Dezember 1973  | 20     | 4  | 6  | 10 | 17   | 40  | 18     | 0,90 |
| Klaus Thomes          | 1 | 1. Januar 1974     | 30. Juni 1974      | 16     | 4  | 0  | 12 | 17   | 40  | 9      | 0,75 |
| Edgar „Edu“ Preuß     | 1 | 1. Juli 1974       | 30. Juni 1975      | 30     | 18 | 8  | 4  | 59   | 24  | 62     | 2,07 |
| Wolfgang Lehwald      | 1 | 1. Juli 1975       | 23. März 1976      | 30     | 16 | 9  | 5  | 62   | 27  | 57     | 1,90 |
| Jürgen Brinckmann     | 1 | 24. März 1976      | 30. Juni 1976      | 0      | 0  | 0  | 0  | 0    | 0   | 0      | 0,00 |
| Reinhold Ertel        | 1 | 1. Juli 1976       | 30. Juni 1979      | 98     | 49 | 25 | 24 | 158  | 118 | 172    | 1,76 |
| Kurt Krause           | 2 | 1. Juli 1979       | 8. Januar 1980     | 20     |    |    |    |      |     |        |      |
| Manfred Bomke         | 1 | 9. Januar 1980     | 21. Januar 1980    | 1      |    |    |    |      |     |        |      |
| Hans-Jürgen Claasen   | 1 | 22. Januar 1980    | 30. Juni 1980      | 13     |    |    |    |      |     |        |      |
| Jürgen Brinckmann     | 2 | 1. Juli 1980       | 13. Februar 1981   | 21     | 4  | 7  | 10 | 21   | 45  | 19     | 0,91 |
| Rolf Oberbeck         | 1 | 14. Februar 1981   | 30. Juni 1981      | 13     | 4  | 2  | 7  | 20   | 22  | 14     | 1,08 |
| Erich Jordens         | 1 | 1. Juli 1981       | 7. Februar 1982    | 21     |    |    |    |      |     |        |      |
| Gerd Koll             | 1 | 8. Februar 1982    | 10. November 1982  | 25     |    |    |    |      |     |        |      |
| Norbert Retelsdorf    | 1 | 11. November 1982  | 30. Juni 1984      | 52     | 16 | 7  | 7  | 62   | 27  | 55     | 1,80 |
| Werner Jätschmann     | 1 | 1. Juni 1984       | 8. Januar 1986     | 53     | 22 | 14 | 7  | 94   | 81  | 80     | 1,50 |
| Reimer Dalinger       | 1 | 9. Januar 1986     | 27. April 1986     | 7      | 4  | 0  | 3  | 16   | 10  | 12     | 1,71 |
| Erich Andersch        | 1 | 28. April 1986     | 30. Juni 1986      | 0      | 0  | 0  | 0  | 0    | 0   | 0      | 0,00 |
| Peter Nogly           | 1 | 1. Juli 1986       | 12. Juni 1989      | 90     | 65 | 16 | 9  | 273  | 86  | 211    | 2,34 |
| Klaus Borchert        | 1 | 13. Juni 1989      | 4. Oktober 1991    | 69     | 36 | 19 | 14 | 148  | 87  | 127    | 1,84 |
| Torsten Blöcker       | 1 | 5. Oktober 1991    | 17. Oktober 1991   | 2      | 2  | 0  | 0  | 4    | 1   | 6      | 3,00 |
| Hans-Dieter Schmidt   | 1 | 18. Oktober 1991   | 21. April 1992     | 19     | 13 | 5  | 1  | 53   | 19  | 44     | 2,32 |
| Ernst Menzel          | 1 | 22. April 1992     | 14. März 1994      | 50     | 25 | 3  | 2  | 89   | 23  | 78     | 2,60 |
| Michael Lorkowski     | 1 | 15. März 1994      | 16. Oktober 1996   | 88     | 35 | 17 | 26 | 122  | 100 | 122    | 1,56 |
| Heinz Höher           | 1 | 17. Oktober 1996   | 17. Oktober 1996   | 0      | 0  | 0  | 0  | 0    | 0   | 0      | 0,00 |
| Klaus Borchert        | 2 | 18. Oktober 1996   | 29. Oktober 1996   | 2      | 0  | 0  | 0  | 2    | 5   | 0      | 0,00 |
| Karl-Heinz Körbel     | 1 | 30. Oktober 1996   | 13. Oktober 1997   | 34     | 12 | 12 | 10 | 44   | 45  | 48     | 1,41 |
| André Golke           | 1 | 14. Oktober 1997   | 18. März 1998      | 13     | 6  | 3  | 4  | 26   | 20  | 21     | 1,62 |
| Ramon Berndroth       | 1 | 19. März 1998      | 30. Juni 1998      | 8      | 3  | 2  | 3  | 14   | 12  | 11     | 1,38 |
| Uwe Erkenbrecher      | 1 | 1. Juli 1998       | 16. November 2000  | 86     | 55 | 14 | 17 | 171  | 85  | 179    | 2,08 |
| Dirk Bremser          | 1 | 17. November 2000  | 26. März 2001      | 11     | 4  | 4  | 3  | 21   | 13  | 16     | 1,45 |
| Dieter Hecking        | 1 | 27. März 2001      | 30. Juni 2004      | 111    | 47 | 41 | 23 | 187  | 165 | 164    | 1,48 |
| Stefan Böger          | 1 | 1. Juli 2004       | 24. Mai 2006       | 71     | 39 | 18 | 14 | 120  | 76  | 135    | 1,90 |
| Klaus Borchert        | 3 | 25. Mai 2006       | 31. Mai 2006       | 1      | 1  | 0  | 0  | 2    | 0   | 0      | 3,00 |
| Bernd Hollerbach      | 1 | 1. Juni 2006       | 28. Februar 2007   | 22     | 10 | 3  | 9  | 29   | 25  | 33     | 1,50 |
| Torsten Flocken       | 1 | 1. März 2007       | 5. März 2007       | 1      | 0  | 1  | 0  | 1    | 1   | 0      | 1,00 |
| Uwe Erkenbrecher      | 2 | 6. März 2007       | 15. Oktober 2007   | 25     | 9  | 5  | 11 | 34   | 31  | 32     | 1,28 |
| Robert Gorceski       | 1 | 16. Oktober 2007   | 23. Oktober 2007   | 1      | 0  | 1  | 0  | 0    | 0   | 0      | 1,00 |
| Uwe Fuchs             | 1 | 24. Oktober 2007   | 30. Juni 2008      | 23     | 5  | 3  | 15 | 21   | 44  | 18     | 0,78 |
| Peter Schubert        | 1 | 1. Juli 2008       | 7. November 2011   | 114    | 48 | 33 | 33 | 161  | 139 | 177    | 1,55 |
| Denny Skwierczynski   | 1 | 8. November 2011   | 11. Dezember 2011  | 6      | 1  | 0  | 5  | 5    | 10  | 3      | 0,60 |
| Ramazan Yıldırım      | 1 | 12. Dezember 2011  | 13. Dezember 2012  |        |    |    |    |      |     |        |      |
| Denny Skwierczynski   | 2 | 13. Dezember 2012  | 6. April 2016      |        |    |    |    |      |     |        |      |
| Michael Hopp          | 1 | 6. April 2016      | 30. Juni 2016      |        |    |    |    |      |     |        |      |
| Rolf Martin Landerl   | 1 | 1. Juli 2016       | 29. Mai 2021       |        |    |    |    |      |     |        |      |
| Lukas Pfeiffer        | 1 | 1. Juni 2021       | 11. Dezember 2023  |        |    |    |    |      |     |        |      |
| Bastian Reinhardt     | 1 | 11. Dezember 2023  | 19. Dezember 2023  | 2      | 1  | 0  | 1  | 2    | 2   | 3      | 1,50 |
| Florian Schnorrenberg | 1 | 1. Januar 2024     | 11. März 2024      | 9      | 1  | 3  | 5  | 6    | 21  | 6      | 0,67 |
| Bastian Reinhardt     | 2 | 11. März 2024      | 25. März 2024      | 1      | 1  | 0  | 0  | 1    | 0   | 3      | 3,00 |
| Jens Martens          | 1 | 26. März 2024      | 18. Mai 2024       | 8      | 1  | 3  | 4  | 10   | 22  | 6      | 0,75 |
| Guerino Capretti      | 1 |                    |                    |        |    |    |    |      |     |        |      |

| Legende |                                                                                          |
|         | Der Trainer trainierte den VfB in einer erstklassigen Liga                               |
|         | Der Trainer trainierte den VfB in einer zweitklassigen Liga                              |
|         | Der Trainer trainierte den VfB in einer drittklassigen Liga                              |
|         | Der Trainer trainiert(e) den VfB in einer viertklassigen Liga                            |
|         | Der Trainer trainierte den VfB während einer Amtszeit in zwei verschiedenen Spielklassen |